# Izz ad-Dawla Bakhtiyar
Pour les articles homonymes, voir Bahtiyar.
Bakhtiyâr, surnommé Ez o-Dowleh ou `Izz ad-Dawla Bakhtiyâr (gloire de l'empire) (943-978), est le deuxième émir bouyide d'Irak en 967 où il succède à son père Mu`izz ad-Dawla Ahmad, jusqu'à sa destitution par son cousin `Adhud ad-Dawla Fannâ Khusraw et sa mort en 978.

## Biographie
Au printemps 955, Mu`izz ad-Dawla tombe gravement malade et décide de désigner son fils Bakhtiyâr comme successeur. Cinq ans plus tard, le calife abbasside Al-Muti reconnaît officiellement cette nomination en lui attribuant le surnom d'`Izz ad-Dawla (gloire de l'empire). Au cours des expéditions militaire opérées par son père, `Izz ad-Dawla gouverne Bagdad.

### Accession au titre «d'émir des émirs»
Mu`izz ad-Dawla décède en 967. Il recommande à son fils de garder à son service le commandant turc Sebük-Tegin et de respecter ainsi le désir des troupes turques. Il lui recommande aussi de reconnaître la prééminence de son oncle Rukn ad-Dawla et de respecter son cousin `Adhud ad-Dawla Fannâ Khusraw qui règne sur le Fars. Il lui conseille aussi une stratégie pour neutraliser les Hamdanides de Mossoul. 
`Izz ad-Dawla continue la politique de son père. Il essaie de prendre le contrôle des régions marécageuses du sud de l'Irak. En même temps il délaisse la frontière avec l'empire byzantin considérant que ce problème est du ressort du califat abbasside. En 971, alors que l'empereur byzantin Jean Ier Tzimiskès envahit une grande partie de la Jezire il ne revient même pas à Bagdad. Celui qui prend l'initiative de défendre l'Irak est le turc Sebük-Tegin qui se faisant s‘aliène complètement les Bouyides.
En 973, `Izz ad-Dawla doit faire face à des difficultés financières. Sa tentative d'invasion de la région de Mossoul, contraire aux recommandations que lui avait faites son père, est un échec total.. Les Hamdanides marchent sur Bagdad, peut-être avec le soutien secret de Sebük-Tegin. Les Bouyides essaient alors de résoudre leur problème financier en se saisissant des fiefs turcs dont la plupart était au Khuzestân. Il limoge Sebük-Tegin de son poste. Les Turcs se révoltent contraignant `Izz ad-Dawla à se retrancher à Wâsît. Il rejette l'offre de Sebük-Tegin d'échanger Bagdad contre le sud de l'Irak. Les Turcs mettent le siège à Wâsît.
À ce moment, Rukn ad-Dawla donne l'ordre à son fils `Adhud ad-Dawla de se diriger vers Wâsît pour porter secours à son cousin. `Adhud ad-Dawla obéit à cet ordre mais ne se dirige vers Wâsît que très lentement pour laisser à Sebük-Tegin le temps de prendre la ville. Sebük-Tegin meurt pendant le siège. `Adhud ad-Dawla semble un instant vouloir restaurer `Izz ad-Dawla sur son trône à Bagdad. Mais peu après une nouvelle révolte, des Daylamites cette fois, donne l'occasion à `Adhud ad-Dawla de renverser son cousin. Ainsi, `Adhud ad-Dawla régnerait-il sur l'Irak et le Fars. Rukn ad-Dawla intervient alors pour désavouer son fils qui doit restaurer `Izz ad-Dawla dans ses prérogatives en Irak mais en devenant le vassal d'`Adhud ad-Dawla. À peine `Adhud ad-Dawla prend-il le chemin de Chiraz qu'`Izz ad-Dawla renie son allégeance.

### La déchéance
Rukn ad-Dawla, le dernier des Bouyides de la première génération, décède le 16 septembre 976. L'empire bouyide tombe dans le chaos. `Izz ad-Dawla refuse de reconnaître la prééminence d'`Adhud ad-Dawla. Il prend une des filles du calife At-Ta'i en mariage pour montrer qu'il a le soutien du calife. `Adhud ad-Dawla se prépare alors à envahir l'Irak. Bien qu'il ait préparé son armée et ses alliés, `Adhud ad-Dawla part pour le Khuzestân et vainc facilement `Izz ad-Dawla à Ahwaz (1er juillet 977). Il se replie à Wâsît où il lève une nouvelle armée. Les deux cousins entrent en négociation. `Izz ad-Dawla est laissé libre de se réfugier en Syrie à la condition de ne pas s'allier avec les Hamdanides. Lorsqu'il brise cet arrangement les hostilités reprennent aussitôt. Le 29 mai 978, la bataille s'engage près de Samarra. `Izz ad-Dawla et ses alliés Hamdanides sont vaincus. Il est fait prisonnier et exécuté peu de temps après avec le consentement d'`Adhud ad-Dawla qui prend le pouvoir en Irak.

## Mariage de sa fille
Abu Tughlub ibn Hamdan a épousé la fille de `Izz al-Dawla Bakhtyar à l’âge de trois ans et a versé une dot de 100 000 dinars. Cela a eu lieu à Safar 360 H. (selon Ibn al-Athir, al-Kamil).